# إلرويو
إلرويو هي بلدية تقع في مقاطعة سوريا، في منطقة قشتالة وليون، في إسبانيا. يبلغ عدد سكانها 316 نسمة وذلك حسب (المعهد الوطني للإحصاء) سنة 2004. تبلغ مساحتها 126 كم مربع.